# 壯世代
壯世代是吳春城在2020年發起的新術語，目的在於推動高齡化社會的中高齡人口勞動參與，被定義為台灣五十五歲以上的中高齡以及高齡的全部人口，實際範圍則與台灣戰後嬰兒潮高度重疊。2025年，吳春城在台灣民眾黨籍立法委員推動相關法案，其定義與立法因而引發台灣社會關注與爭議。

## 起源
2020年10月23日，壯世代教科文協會創會理事長吳春城與楊志良創立的台灣高齡化政策暨產業發展協會在立法院舉行記者會，提出「壯世代」（Strong Generation）一詞，主張台灣戰後嬰兒潮時期出生的近600萬人，在年屆法定退休年齡後不應該沿用銀髮族、老人等指涉高齡人口的詞彙，應該以「 壯世代」這一較具正面意涵的新專有名詞代稱，強調此年齡族群仍具備活力與社會貢獻潛力，以此促進該世代中高齡者的生產與消費，參與勞動市場與公共事務，並呼籲政策與立法支持。
社會學者葉崇揚指出壯世代的概念，可能借鑑於世界衛生組織等國際組織近年提倡的活躍老化理念，皆強調提升高齡人口的活力與社會參與。

## 定義

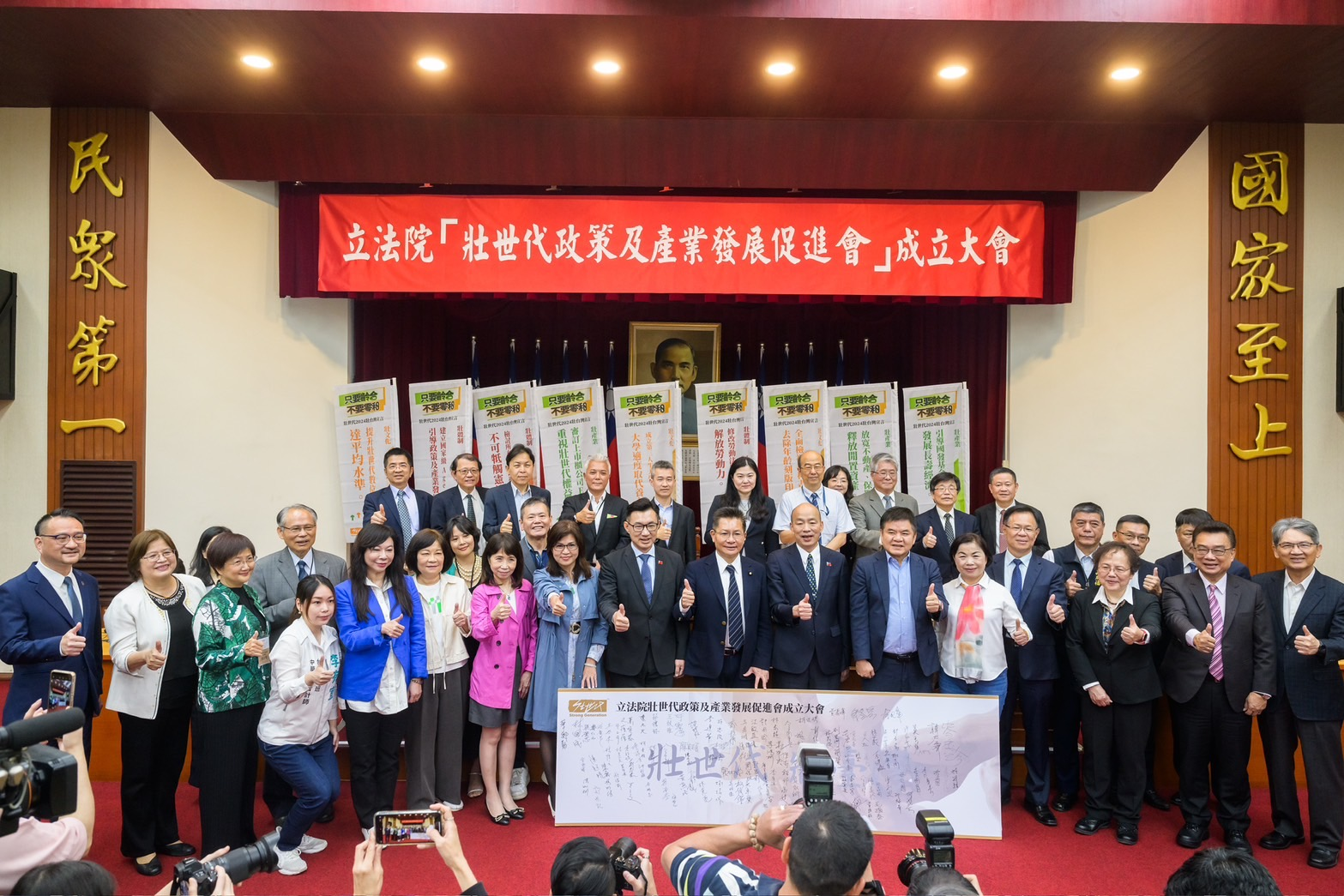
《壯世代政策及產業發展促進會》成立大會

根據立法院2025年1月7日通過的《壯世代政策與產業發展促進法》定義，壯世代指的是五十五歲以上有工作能力及意願之國民。

## 爭議

### 定義混淆與分配不正義
在壯世代法案通過前，社會學者葉崇揚指出壯世代的概念，可能借鑑於世界衛生組織等國際組織近年提倡的活躍老化理念，強調提升高齡人口的活力與社會參與，壯世代法案卻只著重於提升55歲至65歲的就業與勞動力參與率，同時混淆了55歲至65歲間的中高齡人口以及65歲以上的高齡人口需求與社福政策，立法重複投入更多政府資源給高齡人口，將會導致兒少等年輕世代的社會服務資源受到排擠，造成世代對立與不正義。
時任時代力量黨主席王婉諭批評，壯世代所定義的55歲以上的有工作意願與能力的世代群體，實際上是當前台灣各個領域掌握領導權力與資源，最有權勢的群體，不應該另立專法來給予更多權益和政府資源，加劇世代不正義與對立。時代力量主張應該廢除壯世代法案。
時任衛生福利部次長呂建德，在拒絕於衛生福利政策使用壯世代一詞，導致年度預算被台灣民眾黨提案刪減後公開回應，他表示壯世代以55歲為分界，不符合國際組織與學術的普遍定義，同時質疑壯世代一詞可能排除了身心不健壯的身心障礙者等弱勢群體，他反對政府立法投入更多資源於「壯者」，認為這不符合民主國家實踐再分配的社會正義目標。

### 預算審議
立法院在審議114年（2025年）中央政府總預算時，時任台灣民眾黨籍立委吳春城，大量提案要求各個政府部門及相關單位，將預算書中指涉高齡人口的名詞全數代換為壯世代，並推動以壯世代為中心的政策，否則將凍結或刪減單位預算，其中包括國立故宮博物院因此被凍結三千萬，中央研究院科普網站因此被凍結五百萬，引發爭議。

### 吳春城圖利指控
2025年1月20日，在立法院審議年度政府總預算時，民進黨籍立委吳沛憶調侃任內長期以質詢、預算審議以及立法強力推動壯世代概念的民眾黨籍立委吳春城，其在立法院的行徑存在不正當的個人經濟動機，引發雙方衝突。吳春城隨後被民進黨團揭露，在他擔任立委期間，其創辦的壯世代教科文協會，總計獲得兩千多萬台幣的中央政府與地方政府公開採購招標案，其相關的12間企業亦被揭露過去曾獲得超過兩億七千萬的政府公開採購招標案，壯世代教科文協會與壯世代社會企業，亦被查出將「壯世代」註冊為智慧財產權法保護的商標。
前立委高嘉瑜批評吳春城有商標蟑螂之嫌，黃智賢認為吳春城是在重新定義政府標案規則，試圖搶註與壟斷1200億中高齡與高齡相關的政府資源，玩弄金權政治。吳春城則反駁他在2024年底已經辭去壯世代教科文協會的職務，圖利爭議是刻意抹黑，他推動壯世代是為了公益服務，承諾未來不會參與中央政府標案，壯世代社會企業註冊的商標也願意無償提供公益使用。
2025年2月，台北地方檢察署將相關指控成立他字案，將調查吳春城是否涉案。

## 網路文化
由於強力推動壯世代一詞的吳春城，過去創立與經營的戰國策政治公關行銷集團，被認為提供政治網軍服務，因此壯世代一詞，亦被部分台灣網民用來影射政治相關的網路打手。